# اتحاد مونتسرات لكرة القدم
تأسس اتحاد مونتسرات لكرة القدم (بالإنكليزية: Montserrat Football Association) في عام 1973م وانضم إلى الإتحاد الدولي لكرة القدم في 1996م وإنضم إلى اتحاد أمريكا الشمالية والوسطى والكاريبي لكرة القدم في 1994م.

## روابط خارجية
- مونتسرات على موقع الفيفا